# (35276) 1996 RS25
(35276) 1996 RS25 è un asteroide troiano di Giove del campo greco. Scoperto nel 1996, presenta un'orbita caratterizzata da un semiasse maggiore pari a 5,163382 UA e da un'eccentricità di 0,074631, inclinata di 13,035326° rispetto all'eclittica. Ha un diametro di 25,296 km e un'albedo di 0,069.